# Roberto Di Donna
Roberto Di Donna (n. 8 septembrie 1968, Roma, Italia) este un trăgător de tir ce a reprezentat Italia, medaliat olimpic. A participat la 3 ediții ale Jocurilor Olimpice (1992, 1996, 2000) în care a câștigat o medalie de aur și o medalie de bronz.